# Necydalis laevicollis
Necydalis laevicollis är en skalbaggsart som beskrevs av Leconte 1869. Necydalis laevicollis ingår i släktet stekelbockar, och familjen långhorningar. Inga underarter finns listade i Catalogue of Life.